# コ・ウ・カ・イ
「コ・ウ・カ・イ」は、2002年9月4日に発売された石井竜也の11枚目のシングル。

## 解説
アルバム『THEATER』先行シングル。音源は全て参加ミュージシャンによる生音源。初回盤は映画の予告編を模したショートムービー『炎の航海』等収録DVD同梱。初回盤と通常盤でジャケットが異なる。

## 収録曲

### DISC.1 (CD) 初回盤/通常盤共通
編曲：金子隆博
1. コ・ウ・カ・イ
作詞・作曲：石井竜也　
セブン-イレブン2002年夏のキャンペーンCMソング。
昭和の日活映画をモチーフにした[3]昭和歌謡風楽曲。曲自体は米米CLUB解散直後ぐらいに作っていたものの「歌謡曲過ぎる」理由でお蔵入りになっていた[4]。ミュージック・ビデオは『石井脚本・主演[5]映画の予告版』[6]設定で、ヒロイン役・戸田菜穂[7]、秘密結社ボス役・壤晴彦[8]、豪華客船船長役・ジェームス小野田[9]、殺し屋役・UME[10]、謎の踊り子役・MINAKO[11]等が出演。撮影は氷川丸で行われた。
TBS系「うたばん」で本楽曲を披露した際、演出がとんでもないことになっていた[12]。
2. 炎のたからもの
作詞：橋本淳　作曲：大野雄二　
『ルパン三世 カリオストロの城』主題歌のカヴァー。
たまたま家で同映画のLDを見ていた際に歌いたくなったことと、2002年当時まだ誰もこの曲のカヴァーをやっていなかったことが、今回のカヴァーのきっかけ[13]。

### DISC.2 初回盤DVD
1. 炎の航海
前述通り、ミュージック・ビデオと若干異なるショートムービー『炎の航海』[14]が収録。
2. 出演者衝撃の告白
ショートムービー出演者のコメント映像。
前述6人のコメントを視聴可能。全体的に古ぼけた加工が施されている。
3. 制作記録映像
往年のワイドショーを模したメイキング映像。こちらも全体的に古ぼけた加工が施されており、加工音声によるナレーションが入っている。ナレーターがうっかり笠木健一のことを「石…」と言いかける場面もある[15]。
4. 後悔の三姉妹 Beauty's Angels 「コ・ウ・カ・イ」振付
MINAKO扮する「後悔の3姉妹・ビューティーエンジェル」[16]による振付レッスン映像。

## 収録作品
| 曲名           | 収録アルバム/PV集       | 発売日         | 備考                                                     |
| -------------- | ----------------------- | -------------- | -------------------------------------------------------- |
| コ・ウ・カ・イ | 『THEATER』             | 2002年9月19日  | 5thオリジナル・アルバム                                  |
| コ・ウ・カ・イ | 『石 〜Best of Best〜』 | 2005年10月12日 | 1stベスト・アルバム                                      |
| コ・ウ・カ・イ | 『LOVE』                | 2012年9月5日   | 18thオリジナル・アルバム 初回限定盤同梱DVDにMVとして収録 |